# Безвісти пропалий
Зниклий безвісти — особа, яка безслідно зникла і місцеперебування якої невідоме.

## Статус
Зниклими безвісти вважаються особи, які зникли під час катастроф, стихійного лиха, нещасних випадків (утопилися, накрило лавиною, засипало снігом тощо), чиїх тіл не було виявлено. Такими також є жертви кримінальних злочинів.
Випадки, при яких зниклі особи можуть виявитися живими, але з певних причин не можуть або не хочуть повідомляти інформацію про місцеперебування або взагалі ідентифікувати себе:
- літні люди та особи з різними психічними розладами (наприклад, дисоціативна фуга) — часто не можуть дати про себе необхідну інформацію або навіть згадати своє ім'я;
- особи, які втратили зв'язок із рідними (безхатченки, волоцюги, самотні тощо);
- неповнолітні, як правило, з неблагополучних сімей, з інтернатів, дитячих будинків, спеціальних шкіл для неповнолітніх правопорушників, які втікають у пошуках пригод, часто через погане поводження з ними — свідомо не виходять на зв'язок і переховуються від правоохоронних органів;
- люди, яким вигідно інсценувати смерть або безвісне зникнення (боржники, злочинці, перебіжчики, агенти розвідок) — також свідомо не виходять на зв'язок, залишають фальшиві докази злочину або нещасного випадку, часто такі дії супроводжуються вбивством і ретельним приховуванням трупа самотньої людини, чиїм паспортом особа має намір заволодіти з метою зміни особистості;
- мисливці, рибалки, грибники, збирачі ягід, зниклі в безлюдній місцевості — найчастіше гинуть, але іноді виживають (буває, із серйозними травмами) і не можуть вийти на зв'язок через його недоступність.